# Маринченко, Евгения Александровна
Евге́ния Алекса́ндровна Мари́нченко (28 февраля (12 марта) 1916, Петроград, Российская империя — 15 июня 1999, Киев, Украина) — советский и украинский архитектор, лауреат Национальной премии им. Т. Шевченко, народный архитектор Украины (1997).

## Биография
Родилась 28 февраля (12 марта) 1916 года в Петрограде.
Умерла 15 июня 1999 года в Киеве.

## Реализованные проекты
- Жилые кварталы в Одессе и Херсоне (1951—1954);
- Дворец «Украина» (1970);
- Жилые здания в Киеве (1972);
- Садово-парковый ансамбль и санаторий «Пуща-Озерная» (1973);
- жилые здания в Николаеве.

## Награды и признание
- Орден Трудового Красного Знамени (1971)
- Орден «Знак Почёта» (1966)
- Народный архитектор Украины (1997)[1].
- Заслуженный архитектор Украинской ССР (1970)[2]
- Государственная премия имени Т. Г. Шевченко (1971) — за архитектурный проект ДК «Украина» в Киеве (координацию проекта с партийным начальством), который она делала в соавторстве с П. Жилицким и И. Вайнером.

## Публикации
- Маринченко Е. Архитектура дворца культуры «Украина» // Строительство и архитектура. — К., 1970, № 9.